# 猿ヶ馬場 (新潟市)
猿ヶ馬場（さるがばば）は、新潟県新潟市東区の町字。現行行政地名は猿ヶ馬場一丁目及び猿ヶ馬場二丁目と大字猿ヶ馬場。住居表示は一丁目から二丁目が実施済み区域、大字が未実施区域。郵便番号は950-0835。

## 概要
1889年（明治22年）から現在の大字。及び1980年（昭和55年）から現在の町名。阿賀野川下流西方の石山砂丘に位置する。もとは江戸時代から1889年（明治22年）まであった猿ヶ馬場新田の区域の一部。

### 隣接する町字
北から東回り順に、以下の町字と隣接する。
- 東中島
- 東中野山
- 西野

## 歴史
本所村の枝郷として、1611年（慶長16年）に開発。1889年（明治22年）に石山村の大字となり、当初は猿ヶ馬場新田と称した。1962年（昭和37年）の石山団地造成の影響を受けて住宅地として発展。

### 年表
- 1889年（明治22年）4月1日 : 合併により石山村の大字となる。
- 1943年（昭和18年）5月3日 : 合併により新潟市の大字となる。
- 1980年（昭和55年） : 一部が住居表示を行い町丁となる。
- 2007年（平成19年）4月1日 : 新潟市の政令指定都市移行により、東区の大字、町丁となる。

## 世帯数と人口
2018年（平成30年）1月31日現在の世帯数と人口は以下の通りである。
| 丁目           | 世帯数  | 人口  |
| -------------- | ------- | ----- |
| 猿ヶ馬場一丁目 | 113世帯 | 291人 |
| 猿ヶ馬場二丁目 | 174世帯 | 402人 |
| 計             | 287世帯 | 693人 |

## 小・中学校の学区
市立小・中学校に通う場合、学区は以下の通りとなる。
| 大字・丁目     | 番地 | 小学校                 | 中学校               |
| -------------- | ---- | ---------------------- | -------------------- |
| 猿ヶ馬場       | 全域 | 新潟市立東中野山小学校 | 新潟市立東石山中学校 |
| 猿ヶ馬場一丁目 | 全域 | 新潟市立東中野山小学校 | 新潟市立東石山中学校 |
| 猿ヶ馬場二丁目 | 全域 | 新潟市立東中野山小学校 | 新潟市立東石山中学校 |

## 主な企業・施設
- 新潟市立東中野山小学校